# Grad Laval
Grad Laval ( Château de Laval) se nahaja v mestu Laval, departmaju Mayenne, v regiji Pays de la Loire v Franciji.

## Zgodovina
Prvega seigneurie (gospod) Lavala je mogoče najti v zgodovinskih knjigah na začetku 11. stoletja. Grad Laval je zgradil Guy I. de Dénéré (ali de Laval), vazal grofa iz Maine, Herberta I. Eveillé Chien, ki mu ga je dodelil. Zadnji neposredni potomec, Emma de Laval, je bila v 13. stoletju poročena z Mathieu Montmorencyjem, tako je dvorec prišel v posest te družine. Leta 1412 se je moška linija Laval-Montmorency s smrtjo Guya XII. končala, je posest prešla na sina, Jean-Gaël Montforta. Prevzel je lokalno tradicijo z imenom Guy XIII. Njegov sin in spremljevalec Ivane Orleanske, Guy XIV. sledi leta 1415. 1429 je kralj Karel VII. preimenoval gospostvo v grofijo. Grad je bil rezidenca grofov iz Laval do leta 1794.
V času francoske revolucije bil tako imenovani Petit-Château uporabljen kot vojaška bolnišnica, preden ga je leta 1795 prevzelo sodišče. Louis-Stanislas de La Trémoïlle ga je leta 1821 prodal mestu, skupaj s sosednjim Novim hradom, ki je zdaj sodna palača, za 90.000 frankov. Spremenili so ga v zapor, ki je bil ukinjen leta 1908.

## Utrdba
Utrdba stoji na pečini s pogledom na reko Mayenne. Objekt je velik, poligonalen teren, ki ga obdaja sedem okroglih stolpov, vključno z velikim donjonom na severovzhodu. Med obzidjem in stolpi je malo prostora. Sedanji sistem je sestavljen predvsem iz kvadrata, zgrajenega med 13. in 15. stoletjem kot stanovanjski del. Kripta pod omenjenim severnim krilom je verjetno starejša. Okna prebivališča so dokaz o zgodnjih prizadevanjih za ustvarjanje prijetnega življenjskega okolja. Pročelja na dvorišču so označena kot gotska, vendar pa kažejo tudi že renesančne vplive.
Zunaj je veličasten glavni stolp na zadnjem vogalu stavbe. Visok je 45 metrov in ima premer 14 metrov, njegove stene so debele 2,50 m. Zdi se da osnova stolpa prihaja iz obdobja romanike. Vrata so zaščitena z dvižnim mostom z verigami. Okna južnih fasad so iz 16. stoletja.
Najbolj zanimiv je gotovo konzolno nadstropje stolpa, vključno s streho ima višino 9,50 metra. Je original iz 13. stoletja, in ni lažen iz 19. stoletja, kot Stolp iz Rouena. To nadstropje, obrambna oprema in stanovanjski del, so najstarejši v Franciji. Zložljive lesene plošče so služile zaščiti pred vpogledom in kroglami, hkrati pa omogočale skozi odprtine metati kamne in zlivati vrele tekočine na napadalce.

## Muzej naivne imetnosti
Od leta 1966 je v gradu Musée du Vieux-Château - Muzej naivne umetnosti, kjer hranijo dela največjih umetnikov te smeri. Med njimi je v Lavalu rojen Henri Rousseau in Seraphine Louis, imenovan tudi Sérapine de Senlis.